# Pueblo zapoteco
Los zapotecos son un pueblo indígena de México. La población zapoteca se concentra principalmente en el estado sureño de Oaxaca y sus estados vecinos. La población actual se estima en alrededor de 800,000 personas, muchas de las cuales hablan su idioma, aunque la mayoría son bilingües con el español. En la época precolombina la cultura zapoteca fue una de las principales culturas de Mesoamérica, llegando a desarrollar un sistema de escritura (ver escritura zapoteca). Parece que los vestigios de Monte Albán, al menos los más recientes, pueden atribuirse a pueblos zapotecas.
Muchas personas de ascendencia zapoteca han emigrado a los Estados Unidos durante varias décadas, y han conseguido mantener sus propias tradiciones en Los Ángeles y la zona del Valle Central de California.

## Grupos
El pueblo zapoteco esta distribuido en cuatro áreas geográfico-culturales: el Istmo de Tehuantepec; los valles centrales, la Sierra Norte y la Sierra Madre del Sur.
Los zapotecos del Istmo se denominan a sí mismos Binni záa, palabra que significa "gente que viene de las nubes", mientras que los zapotecos del Sur Mèn Diiste, que significa "gente que habla la palabra antigua". Por décadas se creía que el origen de la denominación zapoteca era el nombre náhuatl que los conquistadores mexicas dieron a este pueblo; este nombre era el de tzapotēcah (en singular tzapotēcatl), que viene significando "habitantes del país del zapote". Estudios más recientes llevados por la UNAM señalan que en realidad es una palabra híbrida y se debe escribir Zapochteca o Zaapochteca y viene de “za/zaa” (nubes) y “pochteca” (comerciante).

## Situación actual

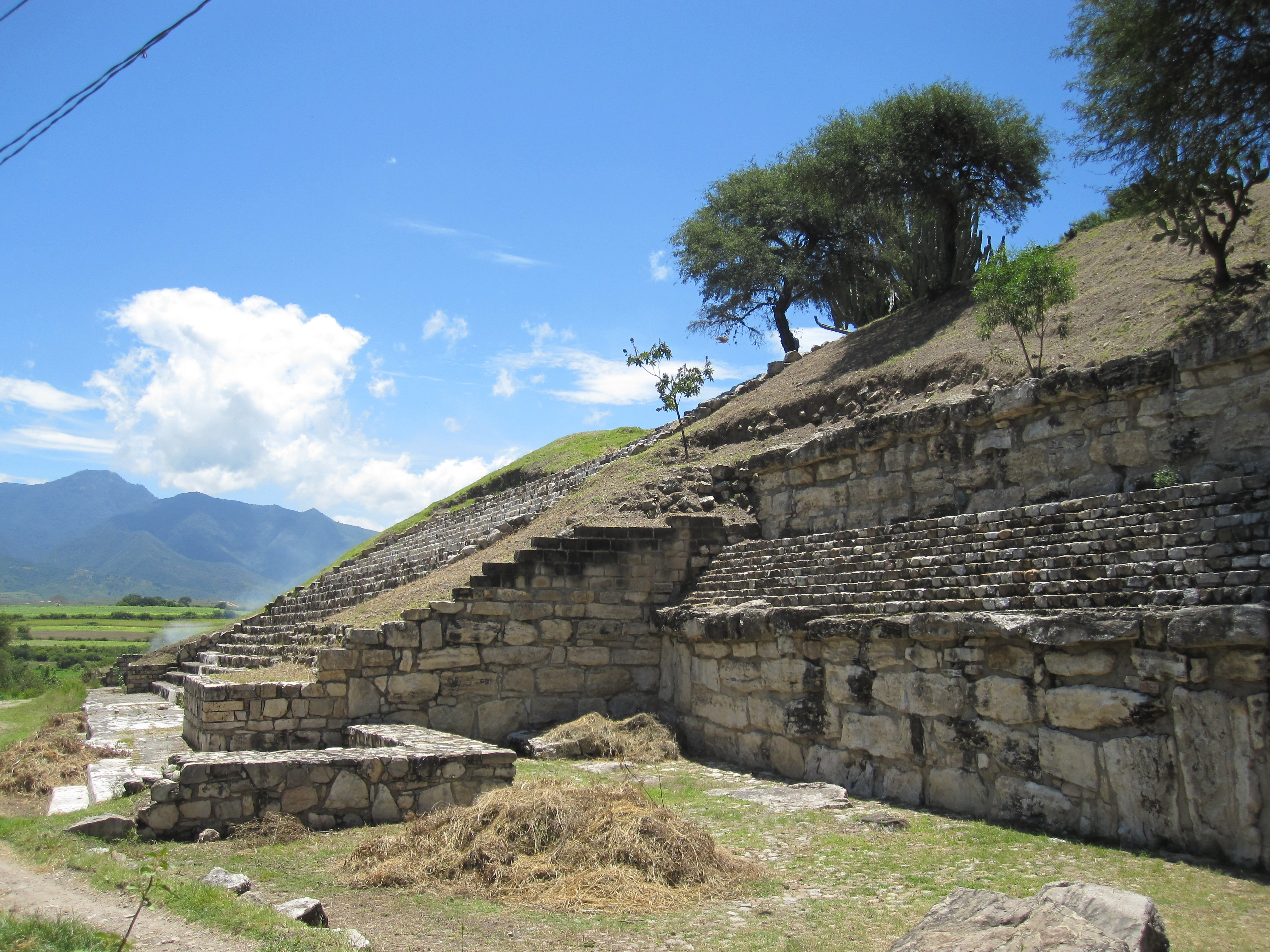
Pirámide de San José Mogote

De acuerdo con el censo de población del año 2015, actualmente existen 450 419 hablantes de la lengua zapoteca. En el aspecto literario, existen varios escritores del zapoteco, del que se destacan Andrés Henestrosa (fallecido en 2008), Gabriel López Chiñas, Nazario Chacón Pineda, Macario Matus (fallecido en 2009), Mario Molina Cruz (fallecido en 2012) y Esteban Ríos Cruz.

## La religión zapoteca

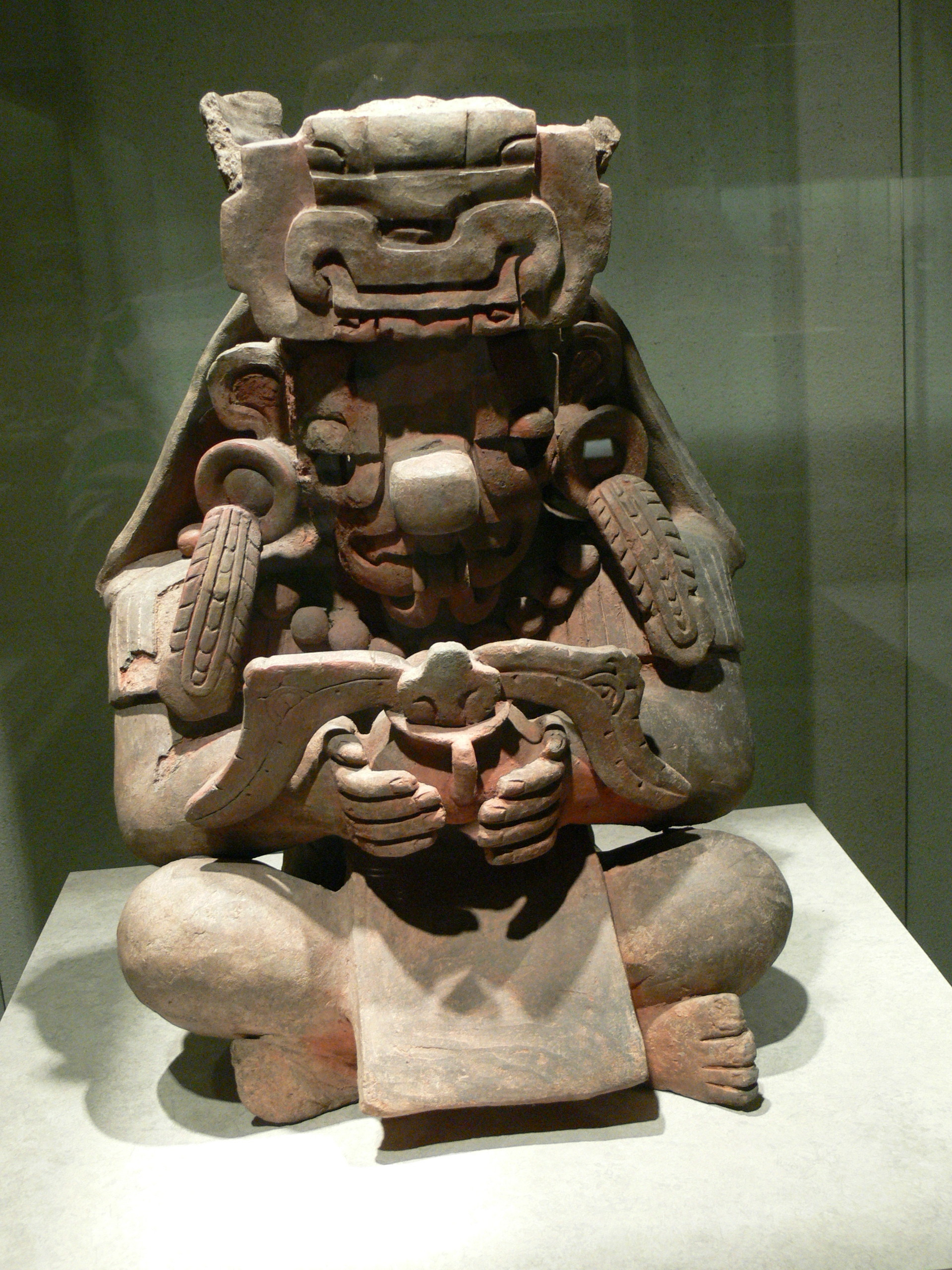
Una representación de Cocijo del período clásico temprano, encontrada en Monte Albán, ahora está en el Museo Nacional de Antropología en México, D. F.

La religión zapoteca era politeísta. Las deidades principales eran Cocijo, Coquihani y un anónimo dios murciélago-jaguar. Cocijo es el dios de la lluvia, y tenía una cabeza no humana, pero en el pueblo tenían una veneración particular para él (quizás porque la lluvia depende de él, de la lluvia depende la cosecha, y de la cosecha depende la vida del pueblo). Coquihani es el dios de la luz del sol, del cielo y tal vez rey de los dioses zapotecas. El dios murciélago-jaguar probablemente sea el dios de la vida y de la muerte, como el dios murciélago Camazotz.

## Mujeres zapotecas
En Oaxaca, las mujeres
desempeñan una variedad de roles sociales en sus familias y comunidades, tal como ocurre con muchas otras culturas. En el caso de las mujeres zapotecas, estas han tenido históricamente un lugar diferente en la sociedad que los hombres, desarrollando roles centrales en ámbitos como el matrimonio, la maternidad y el trabajo. 

### Ideas de género
Las costumbres españolas incluían a muchas mujeres como María de Estrada, superviviente de la Noche Triste, o Isabel de Bobadilla, primera mujer gobernadora de toda Cuba. Esto se debe a las Leyes de Toro.
Los pueblos indígenas eran muy diversos en sus concepciones sobre el género y lo que constituía una conducta sexual apropiada. Las zapotecas en concreto tenían numerosas posibilidades, como la capacidad de participar en el sistema de tribunales. 

### Autonomía de las mujeres
Gran parte de los aspectos de la vida social zapoteca presentan una fuerte segregación por género. Hombres y mujeres a menudo trabajan por separado, aunque se reúnen para comer en la mañana y por la noche, así como durante las ocasiones rituales, en las que normalmente se mantienen separados, excepto al comer o bailar. 
La pureza de las mujeres es muy valorada, por lo que a menudo su autonomía sexual y social puede verse obstaculizada por terceros. La mayoría de las mujeres de una comunidad, ya sean viejas o jóvenes, viven con una constante preocupación por cuidar su reputación sexual. En nuestros días un número importante de niñas aún son estrictamente vigiladas y no se les permite caminar solas por las calles después de cumplir la edad de diez u once años. 
En lo referente al noviazgo y el matrimonio, las mujeres son generalmente libres de elegir a sus parejas sentimentales; asimismo se valora la monogamia, y se condena el tener múltiples parejas sexuales. Sin embargo, para con hombres y mujeres, la actitud social hacia el hecho de tener numerosas parejas es ligeramente diferente.
Dentro del matrimonio, el grado del libertad de acción de las mujeres depende en última instancia de su marido. Mientras que algunas mujeres son muy libres y tienen la capacidad de hacer lo que deseen, otras se ven severamente limitadas por maridos muy controladores. En este ámbito, lo mismo existen casos de maridos extremadamente celosos que llegan al extremo de escoltar a sus esposas al mercado, que casos de hombres que permiten a sus esposas e hijas una considerable independencia.